# San Salvador de Jujuy
San Salvador de Jujuy (i daglig tale: Jujuy) er hovedstad i provinsen Jujuy nordvest i Argentina. Byen har en befolkning på ca. 321.789 (2018) indbyggere.

## Næringsliv
Byen fungerer som et regionalt center, både kulturelt og økonomisk. I områderne rundt om byen dyrkes sukkerrør, tobak, citrusfrugter og grønsager. Der findes også en del minearbejde hvor man tager malmer ud, som indeholder bly, zink, jern og sølv.

## Historie
Byen Jujuy blev grundlagt i 1593 som et knudepunkt på ruten mellem San Miguel de Tucumán og sølvminerne i Potosí, Bolivia. Byen havde sin storhedstid under den spanske koloniperiode. Efter Argentinas uafhængighed i 1816 sank statussen og byen blev kun regnet som en provinshovedstad fjernt fra Buenos Aires.